# Solitudo Neptuni
Solitudo Neptuni  è una caratteristica di albedo della superficie di Mercurio.